# شهردراج
شهردراج یا شهردراز روستایی در دهستان چانف بخش آهوران شهرستان نیک‌شهر استان سیستان و بلوچستان ایران است.

## جمعیت
بر پایه سرشماری عمومی نفوس و مسکن در سال ۱۳۹۵ جمعیت این روستا ۷۶ نفر (۱۵خانوار) بوده‌است.